# 代表者の定めのない権利能力なき社団
代表者の定めのない権利能力なき社団（だいひょうしゃのさだめのないけんりのうりょくなきしゃだん）とは、広義の権利能力なき社団のうち、財産処分に関する代表者設置の規定が無いものをいう。

## 概要
代表者設置の規定がある場合は、たとえ代表者が欠員となってもこれには当てはまらず、利害関係者の請求により仮理事が選任される（最高裁判所判例昭和55年02月08日、昭和50(オ)701事件、民集第34巻2号138頁）。
代表者の定めの有る権利能力なき社団であれば、民事訴訟法第29条の規定により、その名において訴え、訴えられることができるが、代表者設置の定めがないため、共有物の処分に関する規定が準用され、固有必要的共同訴訟となる。入会団体の多くはこの「代表者の定めのない権利能力なき社団」である。
民法上の組合との違いは、共有持分の大きさを観念せずに運用されていることである。また各構成員の共有持分の大きさが不明で、かつ財産処分に関する代表者も存在しないため、財産処分、契約、財産の使用方法の決定などには、結果的に構成員全員の同意が必要である。
「権利能力なき社団」であることを表示しているため、契約による債務は、構成員の連帯保証特約を契約に含めた場合を除いて有限責任である。団体の財産が総有の形態で存在するため、いわゆる「ペーパーカンパニー」（実質は個人の所有であるにもかかわらず、法人登記により法人を装う形態）とは異なる（但し、「代表者の定めのない権利能力なき社団」を自称している場合であっても、財産が実質的に特定個人の所有物で有る場合も存在しうる）。